# Берцы (село)
Берцы (укр. Берці) — село в Судововишнянской городской общине Яворовского района Львовской области Украины.
Население по переписи 2001 года составляло 26 человек. Занимает площадь 0,66 км². Почтовый индекс — 81385. Телефонный код — 3234.